# أبو الجير
أبو الجير هي قرية تقع في الجنوب وتحديداً في محافظة الديوانية في قضاء المهناوية وتعد السادة ابو الجير الى الياسرييعتمد السكان على واحة في السقي وشرب الماء، كما يعمل السكان على استخراج القار (أو الجير) ومحاصيل التمر والنخيل.

## روابط خارجية
- الانبار - منطقة أبو الجير مصدر رزق لعدد من العوائل على يوتيوب
- بحث دكتوراه: تاثير نطاق فالق أبو جير على توزيع ونوعية المياه الجوفية في العراق للباحث محمود عبد الأمير سلمان السعدي، جامعة بغداد - كلية التربية ابن رشد للعلوم الإنسانية - قسم الجغرافية. عام 2010